# Colcha de Retalhos (canção)
Colcha de Retalhos é uma guarânia composta por Raul Torres que acabou por se tornar o maior sucesso da dupla Duo Ciriema. Dentre os inúmeros artistas que a regravaram, constam as Irmãs Galvão, Inezita Barroso e Roberta Miranda.
| “ | Aquela colcha de retalhos que tu fizeste / Juntando pedaço em pedaço, foi costurada / Serviu para nosso abrigo em nossa pobreza / Aquela colcha de retalhos está bem guardada | ” |